# Tony Bravo
Antonio Tanús Amado, alias Tony Bravo, né le 28 mai 1949 à Puebla, Puebla, est un acteur mexicain.

## Carrière
Antonio Tanús Amado naît le 28 mai 1949 à Puebla, Puebla,,.
Tony Bravo commence sa carrière d'acteur dans le monde des séries télévisées avec Mujer casos de la vida real. Puis en 1989, il apparaît dans la série Lo blanco y lo negro.

## Filmographie

### Cinéma
- 2003 : Bronco, la película[4]
- 2003 : La Tregua[5]
- 1994 : La desalmada
- 1993 : Dónde quedó la bolita
- 1993 : La leyenda del Santo
- 1992 : Cazador de cabezas
- 1992 : Cobra silenciosa
- 1991 : Instinto asesino
- 1991 : Frontera roja
- 1991 : Invitación a morir
- 1991 : Operación narcóticos
- 1990 : Muerte bajo la piel
- 1990 : Furia asesina
- 1990 : Halcones de la frontera
- 1990 : Ladrones de tumbas
- 1990 : La mujer del tahúr
- 1989 : Cazador de recompensas
- 1989 : Samurai Warriors
- 1987 : El vengador solitario
- 1987 : Muerte de el federal de camiones
- 1986 : El cachas de oro
- 1986 : Murieron a la mitad del río
- 1983 : Niño pobre, niño rico
- 1981 : Las piernas del millón
- 1980 : Vivir para amar

### Telenovelas
- 1978 : Pasiones encendidas : Carlos
- 1979 : Muchacha de barrio : Norberto
- 1982 : El amor nunca muere : José Beltrán
- 1984 : Tu eres mi destino : Javier
- 1985 : Tú o nadie : Luis
- 1986 : Murieron a la mitad del rio : Lupe Flores
- 1986 : El cachas de oro : Mauricio
- 1987 : El precio de la fama : Antonio
- 1988 : Encadenados : Carlos Montes
- 1989 : Lo blanco y lo negro : Luis Soto
- 1993 : Sueño de amor : Carlo Lombardo
- 1996 : Cañaveral de pasiones : Rafael Elizondo
- 1996 : Mujer, casos de la vida real
- 1998 : La mentira : André Belot
- 1999 : Infierno en el paraíso : Javier
- 2001 : El derecho de nacer : Dr. Alejandro Sierra
- 2004-2005 : Apuesta por un amor : Camilo Beltrán
- 2005 : Peregrina : Alonso Manrique
- 2010 : Soy tu dueña : Evelio Zamarripa / Úrsulo Barragán
- 2013 : Corazón indomable : Directeur
- 2014-2015 : Hasta el fin del mundo : Javier Cruz

### Séries télévisées
- 1997 : Mujer, casos de la vida real
- 2008 : Central de Abasto : Toño

## Nominations et récompenses

### Premios TVyNovelas
| Année | Catégorie                      | Telenovela         | Résultat   |
| ----- | ------------------------------ | ------------------ | ---------- |
| 1985  | Meilleure révélation masculine | Tú eres mi destino | Nomination |